# Hermann Emil Kuenzer
Hermann Emil Kuenzer (* 18. April 1872 in Eppingen; † 7. Juni 1946 in Berlin) war ein deutscher Offizier und Ministerialbeamter. In der Weimarer Republik war er Reichskommissar, zuständig für den Verfassungsschutz. Nach 1945 beteiligte er sich am Aufbau der Justiz in der Sowjetischen Besatzungszone.

## Leben
Er war der Sohn des Oberförsters Emil Kuenzer († 1883) und dessen Ehefrau Emma Katharina, geborene Wittmer (1851–1917). Kuenzer wuchs mit vier Geschwistern auf. Seit dem 1. Oktober 1891 Einjährig-Freiwilliger im Infanterie-Regiment „Kaiser Friedrich, König von Preußen“ (7. Württembergisches) Nr. 125, wurde er im Wintersemester 1891/92 Mitglied des Corps Franconia Tübingen. Aus der Württembergischen Armee entlassen, studierte er Rechtswissenschaft an der Eberhard-Karls-Universität Tübingen. Als Inaktiver wechselte er an die Friedrich-Wilhelms-Universität Berlin. Nach eigenem Bekunden hörte er im ganzen Studium kein Kolleg. Nach dem Referendarexamen (1895) und der Assessorprüfung war er um die Jahrhundertwende Amtsanwalt in Karlsruhe. 1901/02 war er Amtsrichter in Engen, wo er heiratete und 1903 Vater einer Tochter wurde. Später war er Staatsanwalt in Waldshut, Mannheim und Karlsruhe (1911).

### Preußische Armee und Baden
Als Hauptmann der Reserve wurde Kuenzer bei Ausbruch des Ersten Weltkriegs einberufen und zog als Kompaniechef im 1. Badischen Leib-Grenadier-Regiment Nr. 109 ins Feld. Fast vier Jahre war er Bataillonskommandeur. 1918 zum Major der Reserve befördert, führte er das Regiment gegen Kriegsende. Wilhelm II. dankte ihm am Tag vor seiner Abdankung mit einem persönlich gewidmeten Bild. Kuenzer führte das Regiment nach Hause und setzte sich alsbald für die Wiederherstellung von Ruhe und Ordnung in der Republik Baden ein. Zeitweilig war ihm die Neuorganisation des Badischen Volksheeres übertragen. 1919 organisierte er die badische Gendarmerie, die ihm den Rang eines Obersten verlieh.

### Berlin
In der Weimarer Republik wurde er 1920 Reichskommissar für Überwachung der öffentlichen Ordnung. Die dem Reichsministerium des Inneren unterstellte Behörde hatte links- und rechtsextreme politische Bewegungen zu beobachten. Friedrich Ebert schätzte und schützte ihn. Als Carl Severing sein Monokel beanstandete, meinte Kuenzer in konziliantem Schwäbisch: „Auf diesem Auge bin ich kurzsichtig, Herr Minister.“ Zuletzt leitete Kuenzer als Ministerialdirektor das politische Büro des Innenministeriums. 1927 vertrat Kuenzer die Reichsregierung und den Reichspräsidenten Paul von Hindenburg auf der 450-Jahr-Feier der Tübinger Universität. In seiner Rede sagte er:

„Die Universität Tübingen war schon lange vor Gründung des Deutschen Reichs, ja ich darf wohl sagen, von ihrer Stiftung an, ein Bindeglied für alle Stämme des deutschen Volkes.“

Den Nationalsozialisten missliebig, wurde er 1933 in den einstweiligen Ruhestand versetzt. Nach Beginn des Überfalls auf Polen hielt es ihn nicht zuhause. Noch einige Zeit wurde er als Major d. R. in einer Dienststelle vom Oberkommando der Wehrmacht verwendet. 1940 kam er als Kriegsgerichtsrat zum zweitinstanzlichen Zentralgericht des Heeres in Berlin. Nach der bedingungslosen Kapitulation der Wehrmacht und dem Zusammenbruch des Deutschen Reiches zog der greise frühere Reichsjustizminister Eugen Schiffer den liberalen Kuenzer an seine Seite. In der Sowjetischen Besatzungszone leitete Kuenzer als Mitglied der Liberal-Demokratischen Partei Deutschlands bis Juni 1946 die Abteilung Staatsanwaltschaft der Deutschen Zentralverwaltung der Justiz. Unerwartet starb er wenige Wochen nach seinem 74. Geburtstag.

### Corps

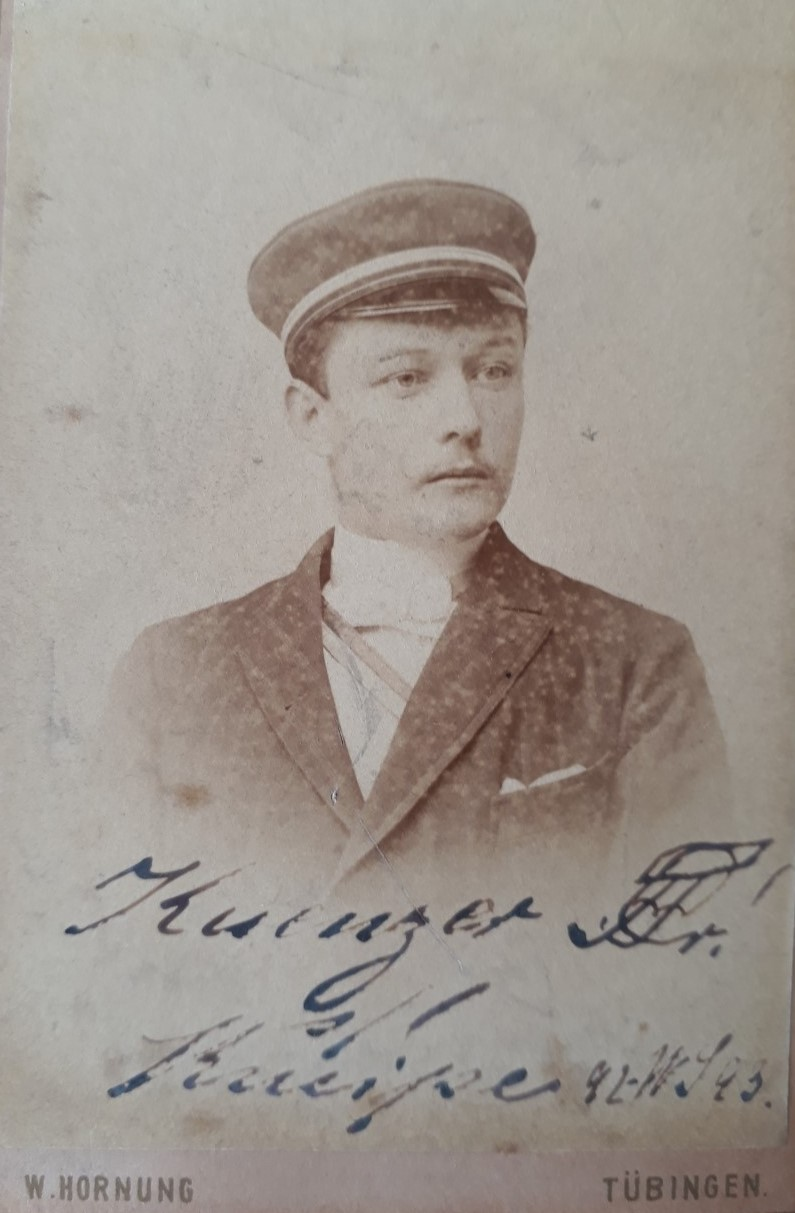
Kuenzer als Tübinger Franke (1893)

1945 schrieb Kuenzer seine Lebensgeschichte, die in den 1970er Jahren als dreiteiliger Auszug in der Frankenzeitung gedruckt wurde. In seinem Corps spielte Kuenzer zeitlebens eine herausragende Rolle. Von 1929 bis 1935 vertrat er sein Corps auf jedem Kösener Congress des Kösener Senioren-Convents-Verbands (KSCV). Als Vorsitzender des Kösener Waffenausschusses kämpfte er in den gerichtlichen, politischen und medialen Auseinandersetzungen für die Erhaltung der Mensur. Die Berliner Ortsgruppe wählte ihn im Juni 1930 einstimmig zum Vorsitzenden. Im Verein Alter Tübinger Franken war er stellvertretender Vorsitzender. Am 9./10. Januar 1932 vertrat er Franconia Tübingen auf dem ordentlichen Waffenstudententag in Goslar. „Hier traten zum ersten Male die scharfen Gegensätze der alten studentischen Korporationen, überhaupt des Waffenrings (ADW), zum nationalsozialistischen deutschen Studentenbund (NSDStB) hervor.“ In der Zeit des Nationalsozialismus tat Kuenzer bei seinen weitreichenden Verbindungen alles, um das Corpsstudententum und die Studentenverbindungen zu erhalten. Im Dezember 1933 wurde er in den Obersten Ehrenrat des Kösener gewählt. Dem Ehrenrat gehörten auch Carl Heyer und Graf Alvensleben als Parteilose und Hermann Sabath als Parteigenosse an; die Entscheidungen waren aber frei von NS-Einflüssen. Unter dem wachsenden Druck der NS-Organisationen schlug er mit Friedrich Landfried, Hermann Sabath, Ulrich Kersten und anderen einflussreichen Corpsstudenten Max Blunck als Führer des KSCV vor: „Er hat uns schmählich enttäuscht. Er führte die Verhandlungen mit der Reichsregierung und der Partei und gab Schritt für Schritt nach.“ Als er seit Februar 1934 selbst Vorsitzender des Altherrenvereins war und den Corps der Garaus gemacht wurde, trat Kuenzer in aller Entschiedenheit für die vom Arierparagraphen betroffenen Corpsbrüder ein. Er beugte sich Mehrheitsbeschlüssen und wurde (wie vor ihm sein Vater) im Februar 1935 Ehrenmitglied. Beim letzten Kösener Congress Anfang Juni 1935 hielt er am Löwendenkmal die Gedenkrede auf die gefallenen Corpsstudenten. In einer Erinnerung 30 Jahre nach seinem Tod heißt es:

„Er war das Ideal eines Vertreters des Corpsstudententums im besten Sinne des Wortes. Furchtlos und unerschrocken, stolz und unerschütterlich.“

## Parteimitgliedschaften
- Nationalliberale Partei
- Deutsche Demokratische Partei
- Liberal-Demokratische Partei Deutschlands

## Auszeichnungen
- Eisernes Kreuz (1914) II. und I. Klasse[1]
- Friedrichs-Orden[1]
- Orden vom Zähringer Löwen mit Eichenlaub und Schwertern[1]
- Ehrenkreuz des Fürstlichen Hausordens von Hohenzollern III. Klasse mit Schwertern[1]
- Verwundetenabzeichen in Gold[1]